# Albert Neuwall
Albert von Neuwall (6. listopadu 1807 Vídeň – 13. července 1870 Vídeň) byl rakouský státní úředník a politik německé národnosti, během revolučního roku 1848 poslanec Říšského sněmu.

## Biografie
Byl vnukem velkoobchodníka a bankéře Markuse Leidesdorfera von Neuwalla a synem bankéře Ignaze von Neuwalla, který podnikal ve finančních službách se svým bratrem Samuelem Augustem von Neuwallem. Albert vystudoval Tereziánskou akademii ve Vídni a roku 1828 nastoupil do státních služeb. Od roku 1834 pracoval ve finanční správě. Roku 1843 získal titul komorního rady. Roku 1849 se stal vládním radou, roku 1852 ministerským radou a roku 1867 sekčním šéfem. Byl rovněž uváděn i jako spoluvlastník cukrovaru v Martinicích na Moravě, kde ovšem faktické řízení podniku přenechal svému bratru Emanuelovi von Neuwallovi.
Během revolučního roku 1848 se zapojil do politického dění. Ve volbách roku 1848 byl zvolen na rakouský ústavodárný Říšský sněm. Zastupoval volební obvod Vídeň-Josefstadt v Dolních Rakousích. Uvádí se jako komorní rada. Patřil ke sněmovní levici.
V roce 1849 působil jako ministerský vyslanec u ruské armády v Uhersku. V letech 1851–1852 byl činný při rakouském armádním velení v Holštýnsku. V letech 1850–1860 zasedal ve státní právně-politické zkušební komisi. Od roku 1866 byl prezidentem disciplinární komise ministerstva financí. Byl též členem správní rady železniční trati Südbahn a několika bankovních ústavů. V roce 1868 byl povýšen do baronského stavu.